# Tiphys
Pour l’article ayant un titre homophone, voir Typhis.

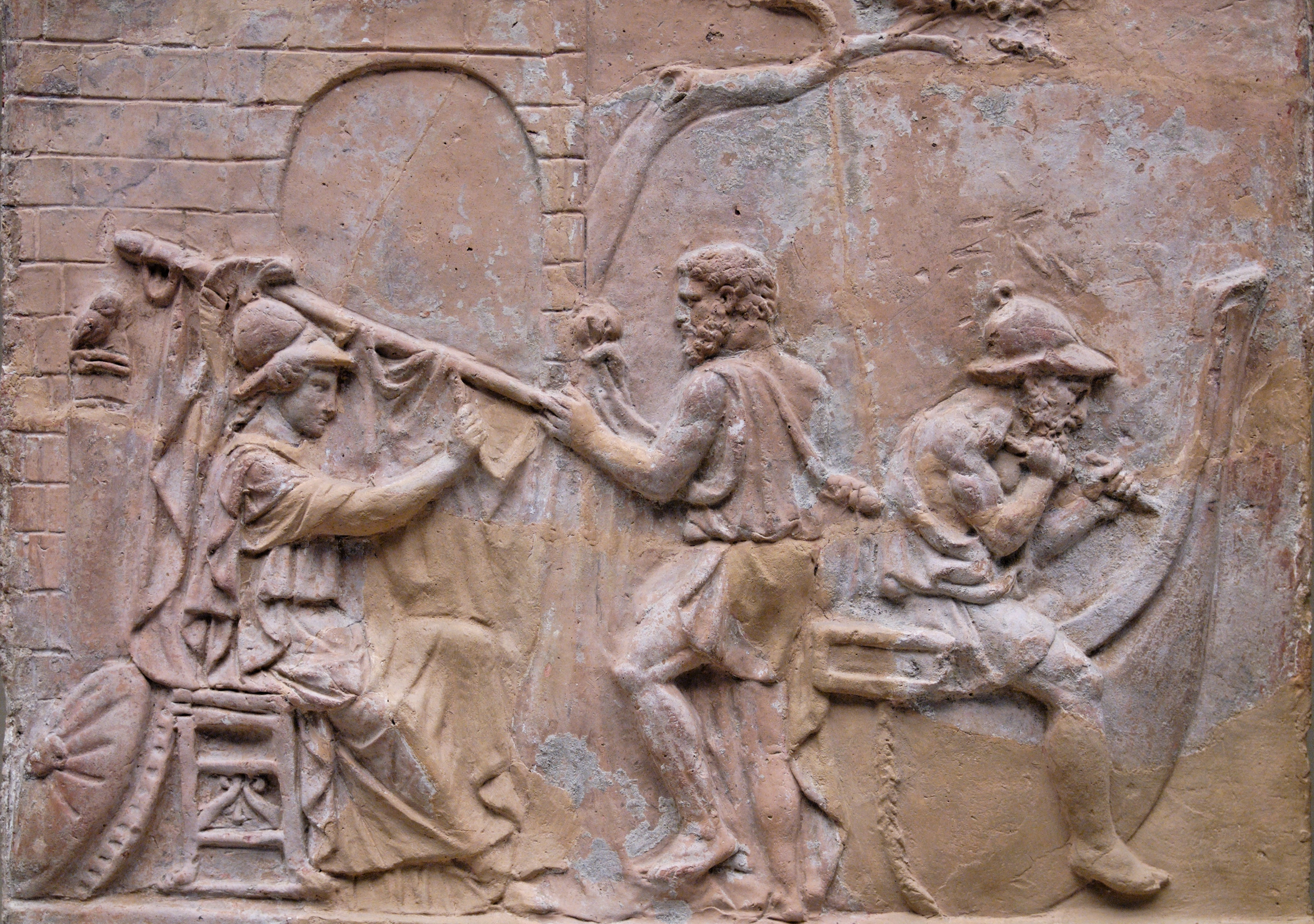
La construction du vaisseau Argo par Athéna (à gauche), Typhis (au centre) et Argos (à droite), relief romain en terre cuite,, British Museum

Dans la mythologie grecque, Tiphys (en grec ancien Τῖφυς / Tîphus) est le pilote des Argonautes.
Il passe, selon les sources, pour le fils d'Hagnias ou de Phorbas et d'Hyrmina. Il meurt de maladie au cours d'une escale chez les Mariandynes (en Bithynie) et est remplacé par Ancée.
La cité de Tipha en Béotie l'honorait comme son fondateur éponyme, les Tiphéens se vantant d'être des marins émérites. Ce rôle héroïque rejoint une remarque de Sénèque qui fait de Tiphys l'un des inventeurs de la navigation.